# Aurel Popovici

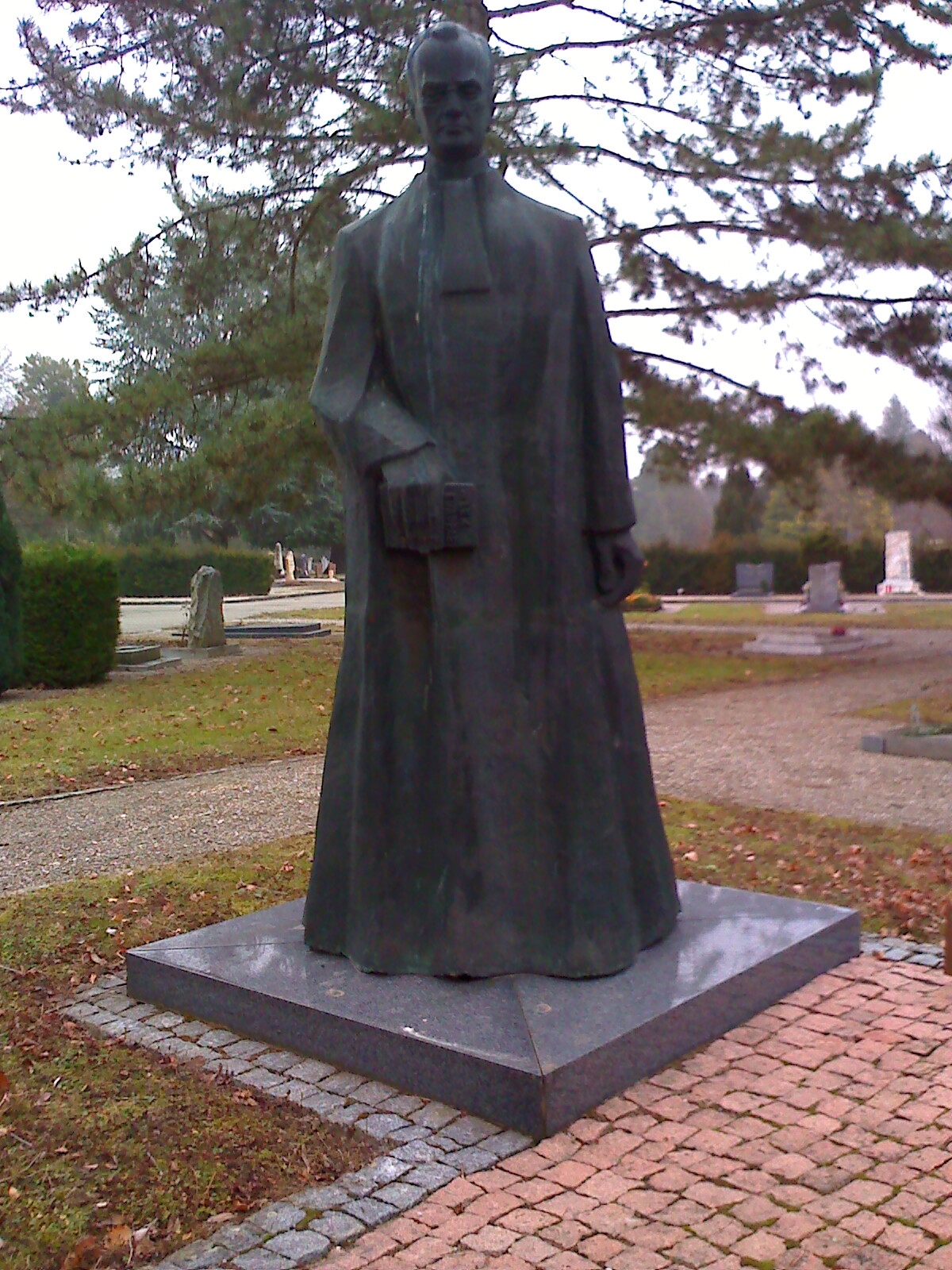
Statue Aurel Popovicis in Genf

Aurel Constantin Popovici (* 16. Oktober 1863 in Lugosch, Banat, Kaisertum Österreich; † 9. Februar 1917 in Genf) war ein österreich-ungarischer Politiker und Publizist rumänischer Nationalität.

## Leben
Aus dem multikulturellen Banat stammend war er Nachkomme von rumänischsprachigen, griechisch-orthodoxen Wehrbauern der alten österreichischen Militärgrenze. Er besuchte Schulen in Kronstadt (Brașov) und Belényes (Beiuș). Anschließend studierte er Medizin in Wien und Graz, schloss das Studium jedoch nach eigenen Angaben nicht ab.
Schon frühzeitig wandte er sich gegen die Magyarisierungspolitik in der ungarischen Reichshälfte, u. a. in der von ihm mitverfassten Protestschrift Replică („Erwiderung“) auf eine ungarische Denkschrift aus dem Jahre 1892. Im gleichen Jahr gehörte er zu den Unterzeichnern des Memorandums der Siebenbürgischen Rumänen. Daraufhin kam es nach einer Anklage der Klausenburger Staatsanwaltschaft zu einer Verurteilung zu vier Jahren Gefängnis. Zuvor floh Popovici, der während des Prozesses gegen Kaution auf freiem Fuß war, jedoch über Italien in das Königreich Rumänien. Popovicis Kampf richtete sich nur gegen die ungarische Reichshälfte, er blieb Zeit seines Lebens Anhänger der Habsburgermonarchie. In Bukarest war er als Sprachlehrer und politischer Schriftsteller tätig, 1899 gründete er dort die Zeitschrift România Junǎ („Junges Rumänien“).

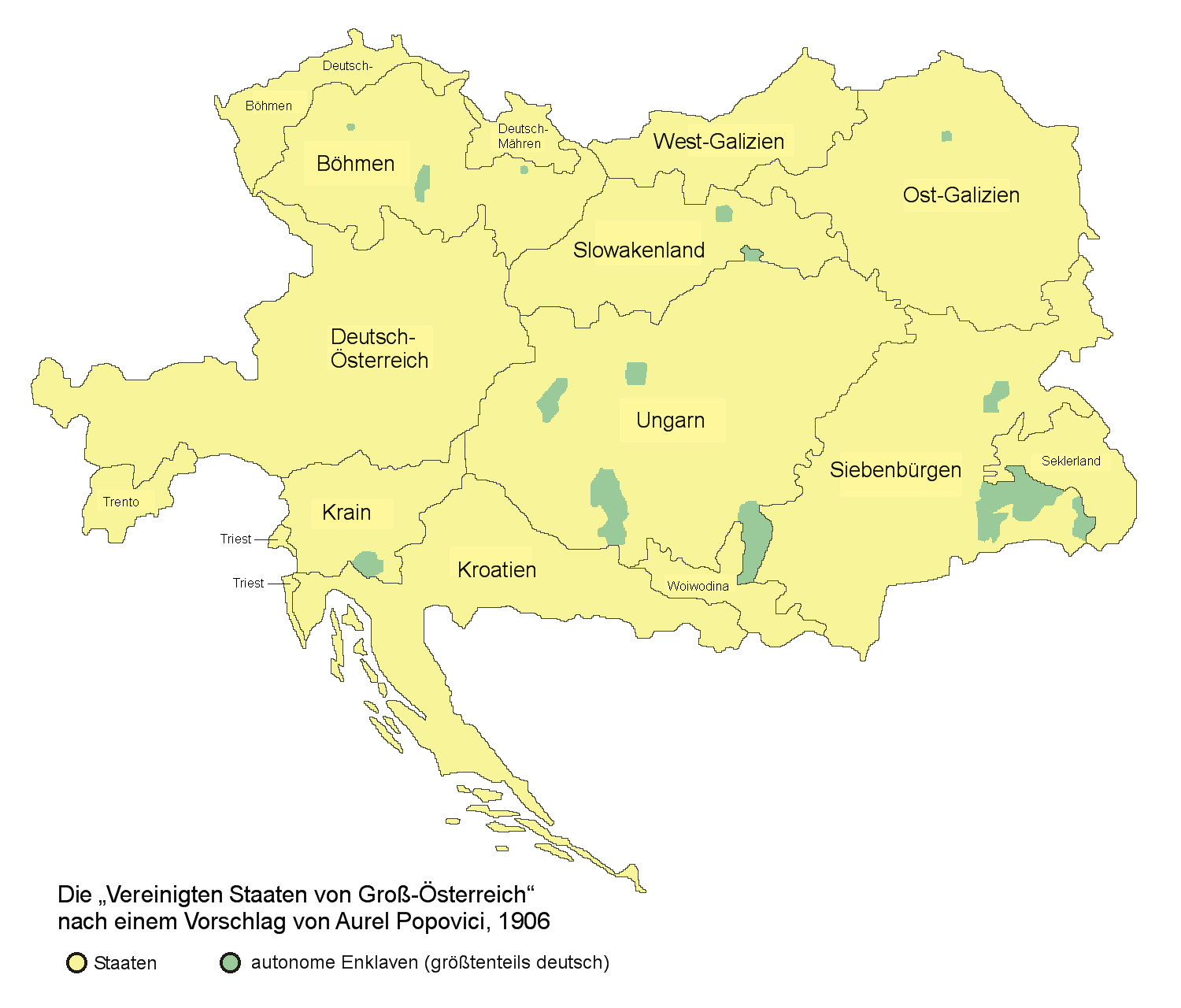
Popovicis Vorschlag für die Gliederung der Vereinigten Staaten von Groß-Österreich

Zusammen mit Gleichgesinnten fand er sich Anfang des 20. Jahrhunderts in einem Kreis um den österreichisch-ungarischen Thronfolger Franz Ferdinand zusammen, die Ideen für eine Umgestaltung des Vielvölkerreiches sammelten. In diesem Kontext schlug Popovici 1906 die Schaffung einer föderalen Staatsstruktur vor, der er den Namen Vereinigte Staaten von Groß-Österreich geben wollte. Das Konzept beinhaltete die Errichtung von 16 weitgehend autonomen Provinzen, die nach dem Nationalitätenprinzip gegliedert sein sollten. Einer der wichtigsten Inhalte des Konzeptes war der Bedeutungsverlust Ungarns. Aufgrund der Widerstände der ungarischen Seite und durch die Ermordung Franz Ferdinands im Juni 1914 hatte das Modell keine Realisierungschancen mehr.
Von 1908 bis 1909 war Popovici Herausgeber und Chefredakteur der Zeitschrift Sămănătorul („der Sämann“). In seinem Werk Naționalism sau democrație („Nationalismus oder Demokratie“) äußerte er Kritik an der Moderne, Demokratie und Kosmopolitismus. Er kehrte 1912 in die Habsburgermonarchie zurück und lebte in Wien. Noch zu Beginn des Ersten Weltkriegs führte Popovici seine Vermittlungstätigkeit zwischen Rumänien und der Habsburgermonarchie fort, scheiterte aber letztendlich an den unüberbrückbaren Gegensätzen zwischen Ungarn und Rumänien. Als Rumänien 1916 trotz Popovicis Bemühungen auf Seiten der Entente in den Krieg eintrat und Österreich-Ungarn den Krieg erklärte, emigrierte Popovici in die Schweiz und lebte bis zu seinem Tod in Genf.
Otto von Habsburg, Sohn des letzten österreichischen Kaisers und Präsident der Paneuropa-Union, weihte 1977 in Genf ein Denkmal für Popovici ein.

## Schriften
- Die Vereinigten Staaten von Groß-Österreich. Politische Studien zur Lösung der nationalen Fragen und staatsrechtlichen Krisen in Österreich-Ungarn. B. Elischer, Leipzig 1906.
- Naționalism sau democrație. O critică a civilizației moderne. Bukarest 1910.
- La question roumaine en Transylvanie et en Hongrie. Payot, Lausanne 1918.